# 派趣科技
派趣科技，全称苏州派趣网络科技有限公司，2014年5月成立，是中国大陆的一家以网络游戏为主的公司，该公司运营的遊戲有《战舰少女》。

## 争议

### 50钢事件
2015年1月25日，《战舰少女》开放建造活动，而活动中限定船“前卫”建造时公式中的钢必须大于等于650，但是由于没有事先通知，而且当时玩家总结的主流公式所用钢为600，所以不少玩家花了大量资源没有获得前卫，并感到不满。当天中午派趣科技创始人徐文发布公告安慰玩家，在当晚十二点发布了补偿公告，但由于补偿极少，导致玩家爆发，随后派趣高层人员“总督”进行回档并给予玩家大量资源补偿，因此该事件平息。但是该“总督”却被徐文以损害公司财产为由，调离了战舰少女以及派趣权利中心，转而负责机战坦克。

### 拒绝支付款项
2015年7月2日晚上至3日，《战舰少女》研发商幻萌与发行商派趣双方的矛盾公开化。幻萌称派趣拒绝支付从2014年12月至今拖欠幻萌的所有款项。而派趣称幻萌不能维持团队稳定和游戏更新，不能解决外挂问题，不配合派趣导致游戏被有关部门下架等原因拒绝支付款项。

### “韭菜”言论
幻萌策划、画师协调人“铃兰王”将派趣方的运营人员把玩家比作“韭菜”的言论公布后，引发战舰少女游戏玩家的愤怒。随后派趣称感到羞愧，并愿意承担全部责任，但该言论不代表公司立场。

### 财产转移
有玩家爆料，2015年2月，徐文成立新公司派娱，派趣将玩家在《战舰少女》充值的钱转到派娱。

## 运营产品

### 运营游戏
- 《战舰少女》
- 《男神执事团》
- 《机战坦克》
- 《后宫日常》
- 《激战起源》
- 《星工场逆转娱乐圈》（已结束运营）

### 其他应用
- 《扑通》
- 《战舰黄历》
- 《机战黄历》